# Ovini Uera
Ovini Uera (18 de janeiro de 1988) é um judoca nauruano. Competiu nos Jogos Olímpicos de Verão de 2016 no Rio de Janeiro, tendo alcançado o melhor resultado da história do seu país ao derrotar na categoria masculino até 90 kg o atleta belizenho Renick James, porém na segunda fase acabou sucumbindo diante do georgiano Varlam Liparteliani. Além disso, Uera foi o porta-bandeira da delegação de Nauru na cerimônia de encerramento.